# Namibiana
Namibiana — рід змій родини струнких сліпунів (Leptotyphlopidae). Представники цього роду мешкають в Анголі, Намібії і Південно-Африканській республіці. 

## Види
Рід Namibiana нараховує 5 видів:
- Namibiana gracilior (Boulenger, 1910)
- Namibiana labialis (Sternfeld, 1908)
- Namibiana latifrons (Sternfeld, 1908)
- Namibiana occidentalis (FitzSimons, 1962)
- Namibiana rostrata (Bocage, 1886)